# أنس إيداتوديكا
أنس إيداتوديكا (15 فبراير 1987 بمالابورام في الهند - ) هو لاعب كرة قدم هندي في مركز الدفاع. لعب مع نادي بونه ونادي دلهي ديناموس ونادي مومباي لكرة القدم.

## روابط خارجية
- أنس إيداتوديكا على موقع قاعدة بيانات كرة القدم.إي يو (الإنجليزية)
- أنس إيداتوديكا على موقع ناشيونال فوتبول تيمز (الإنجليزية)
- أنس إيداتوديكا على موقع Soccerway.com (الإنجليزية)